# Lijst van nummer 1-albums in de Nederlandse Album Top 100 in 2019
Onderstaande albums stonden in 2019 op nummer 1 in de Nederlandse Album Top 100. De lijst wordt samengesteld door GfK Dutch Charts.
| Nummer | Datum        | Artiest           | Titel                                    |
| ------ | ------------ | ----------------- | ---------------------------------------- |
| 838    | 5 januari    | Boef              | 93                                       |
|        | 12 januari   | Boef              | 93                                       |
|        | 19 januari   | Boef              | 93                                       |
|        | 26 januari   | Boef              | 93                                       |
| 839    | 2 februari   | Hef               | Koud                                     |
|        | 9 februari   | Hef               | Koud                                     |
| 837    | 16 februari  | Frenna            | Francis                                  |
|        | 23 februari  | Frenna            | Francis                                  |
|        | 2 maart      | Frenna            | Francis                                  |
|        | 9 maart      | Frenna            | Francis                                  |
|        | 16 maart     | Frenna            | Francis                                  |
|        | 23 maart     | Frenna            | Francis                                  |
|        | 30 maart     | Frenna            | Francis                                  |
| 840    | 6 april      | Billie Eilish     | When We All Fall Asleep, Where Do We Go? |
|        | 13 april     | Billie Eilish     | When We All Fall Asleep, Where Do We Go? |
|        | 20 april     | Billie Eilish     | When We All Fall Asleep, Where Do We Go? |
|        | 27 april     | Billie Eilish     | When We All Fall Asleep, Where Do We Go? |
| 841    | 4 mei        | P!nk              | Hurts 2B Human                           |
| 842    | 11 mei       | Kevin             | Vrij                                     |
|        | 18 mei       | Kevin             | Vrij                                     |
| 843    | 25 mei       | Rammstein         | Rammstein                                |
|        | 1 juni       | Rammstein         | Rammstein                                |
| 840    | 8 juni       | Billie Eilish     | When we all fall asleep, where do we go? |
| 844    | 15 juni      | Avicii            | Tim                                      |
| 845    | 22 juni      | Bruce Springsteen | Western Stars                            |
|        | 29 juni      | Bruce Springsteen | Western Stars                            |
| 846    | 6 juli       | Dopebwoy          | Forever lit                              |
| 847    | 13 juli      | Jannes            | Liever Bij Jou                           |
| 848    | 20 juli      | Ed Sheeran        | No.6 Collaborations Project              |
|        | 27 juli      | Ed Sheeran        | No.6 Collaborations Project              |
|        | 3 augustus   | Ed Sheeran        | No.6 Collaborations Project              |
|        | 10 augustus  | Ed Sheeran        | No.6 Collaborations Project              |
|        | 17 augustus  | Ed Sheeran        | No.6 Collaborations Project              |
|        | 24 augustus  | Ed Sheeran        | No.6 Collaborations Project              |
| 849    | 31 augustus  | Taylor Swift      | Lover                                    |
| 850    | 7 september  | Chivv             | 2 borden, 1 tafel                        |
| 851    | 14 september | Post Malone       | Hollywood's Bleeding                     |
|        | 21 september | Post Malone       | Hollywood's Bleeding                     |
|        | 28 september | Post Malone       | Hollywood's Bleeding                     |
| 5      | 5 oktober    | The Beatles       | Abbey Road                               |
| 862    | 12 oktober   | Josylvio          | Gimma                                    |
|        | 19 oktober   | Josylvio          | Gimma                                    |
|        | 26 oktober   | Josylvio          | Gimma                                    |
| 853    | 2 november   | Snelle            | Vierentwintig                            |
|        | 9 november   | Snelle            | Vierentwintig                            |
|        | 16 november  | Snelle            | Vierentwintig                            |
| 854    | 23 november  | Kensington        | Time                                     |
| 855    | 30 november  | Coldplay          | Everyday Life                            |
| 856    | 7 december   | Sevn Alias        | Twenty Four Sevn 4                       |
| 854    | 14 december  | Kensington        | Time                                     |
| 857    | 21 december  | Harry Styles      | Fine Line                                |
| 858    | 28 december  | Hef               | Tranen                                   |